# 黃偉健
黃偉健（英語：Wong Wai Kin，1992年8月12日—），香港男子賽艇運動員。

## 簡歷
黃偉健早年就讀中華基督教會扶輪中學（2009年中五畢業）。2018年8月，他代表香港參加2018年亞洲運動會賽艇比賽，與周義評、張銘恆、梁俊碩、林新棟、鄧超萌、廖賡裕、黃柏恩和袁潤林合作出戰男子輕量級八人艇項目，在決賽以6分14秒46的成績贏得銅牌。